# Jurby Church

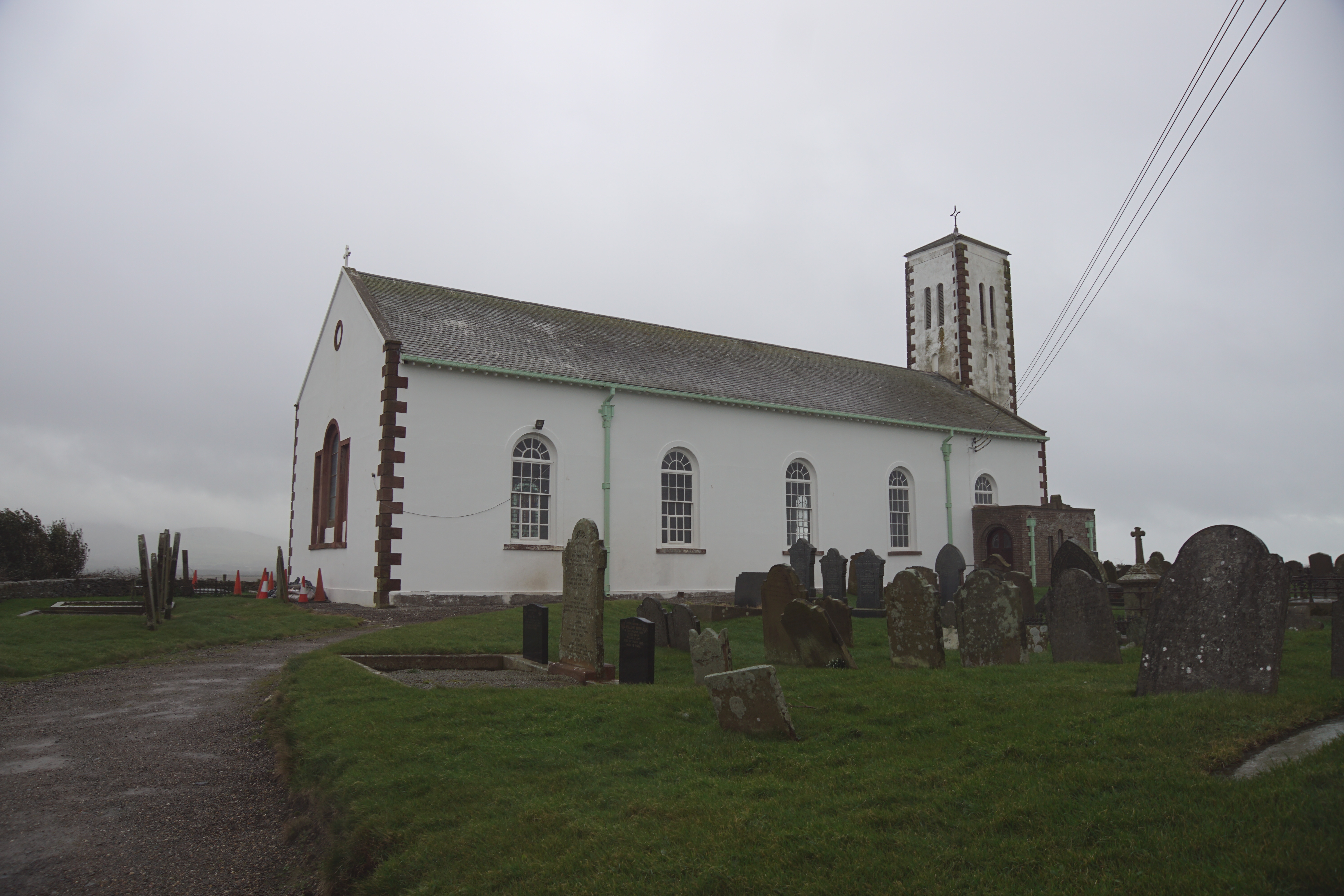
Jurby Church.

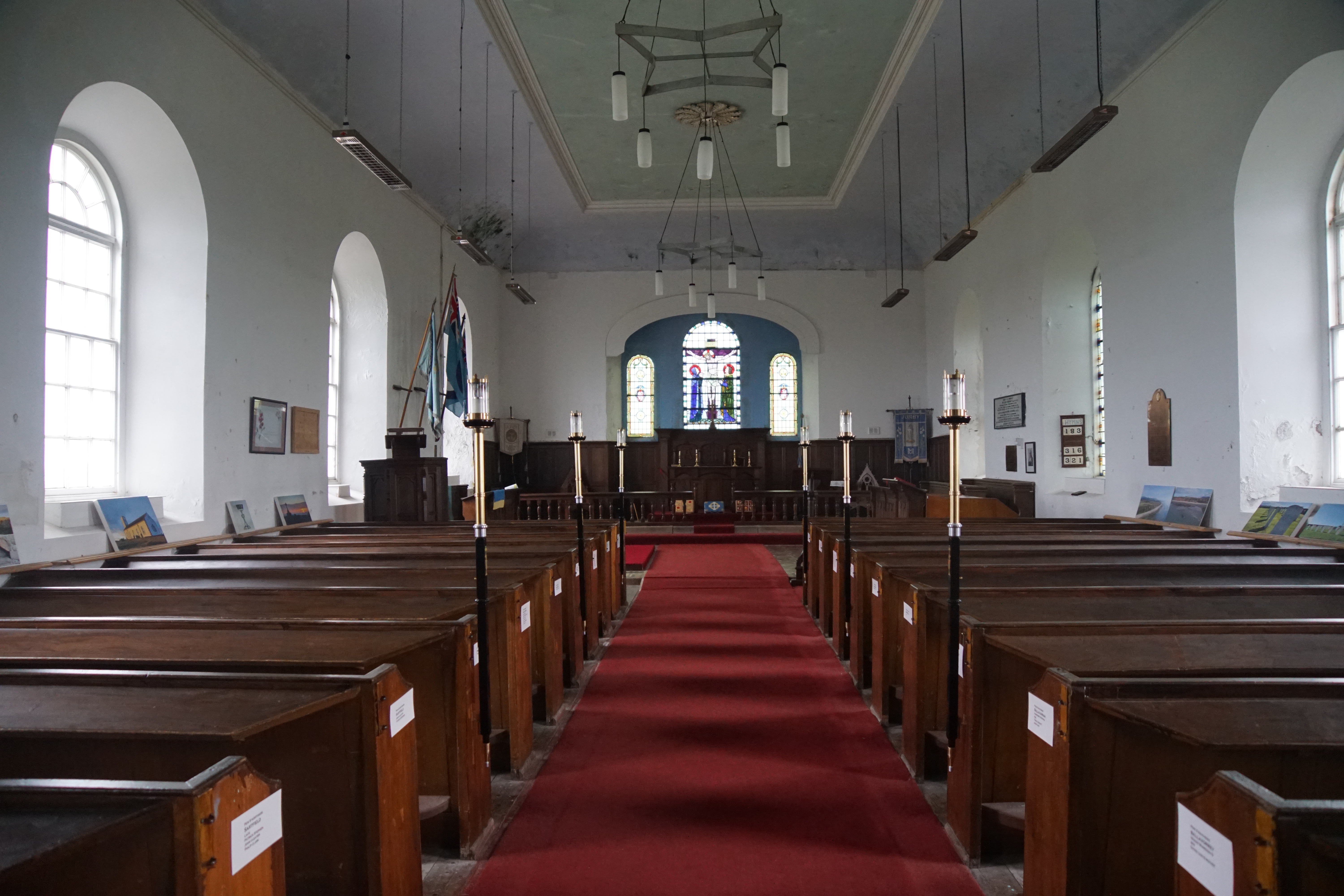
Interieur.

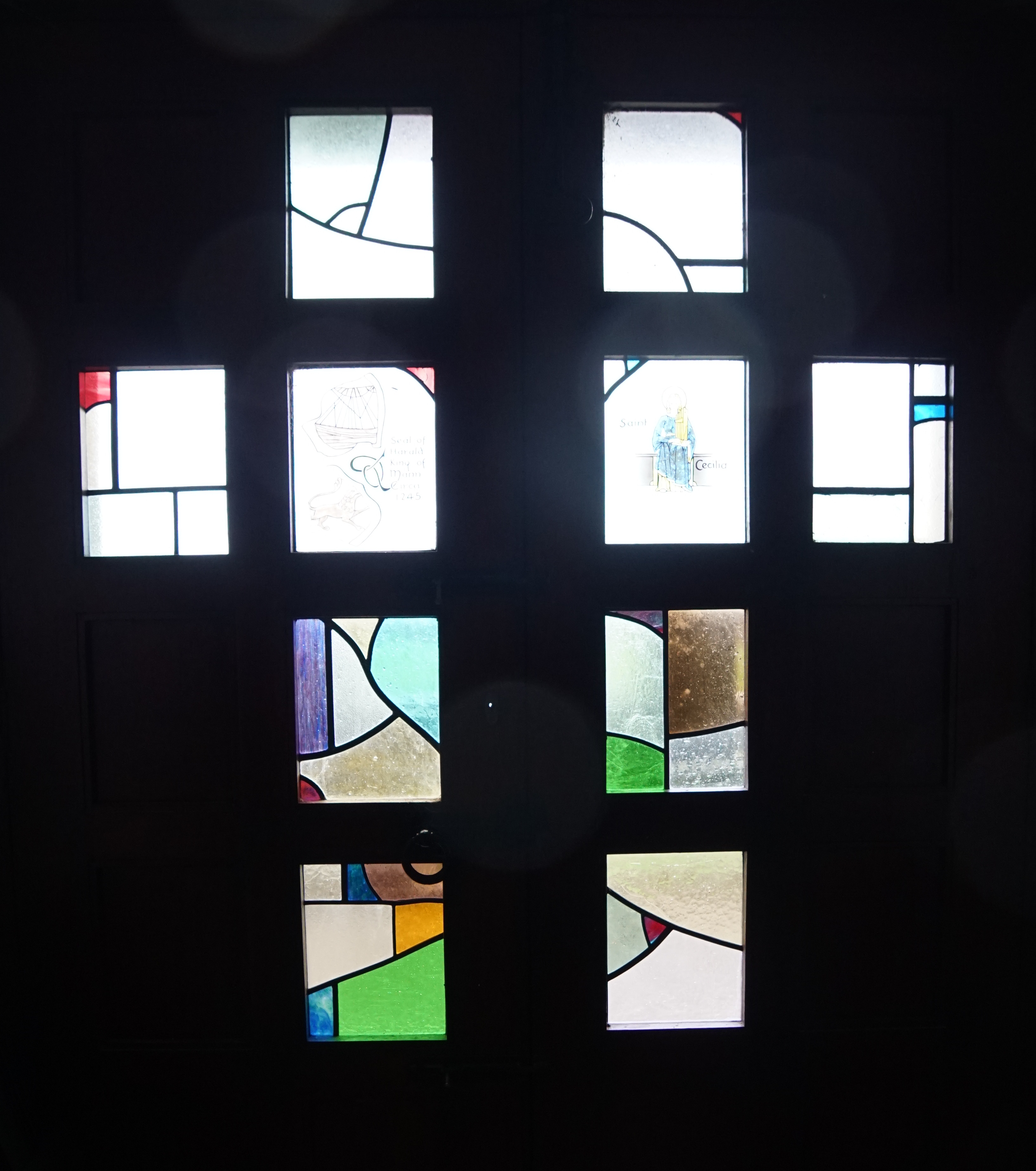
Abstract glasinlood door William Morris & Co (1939).

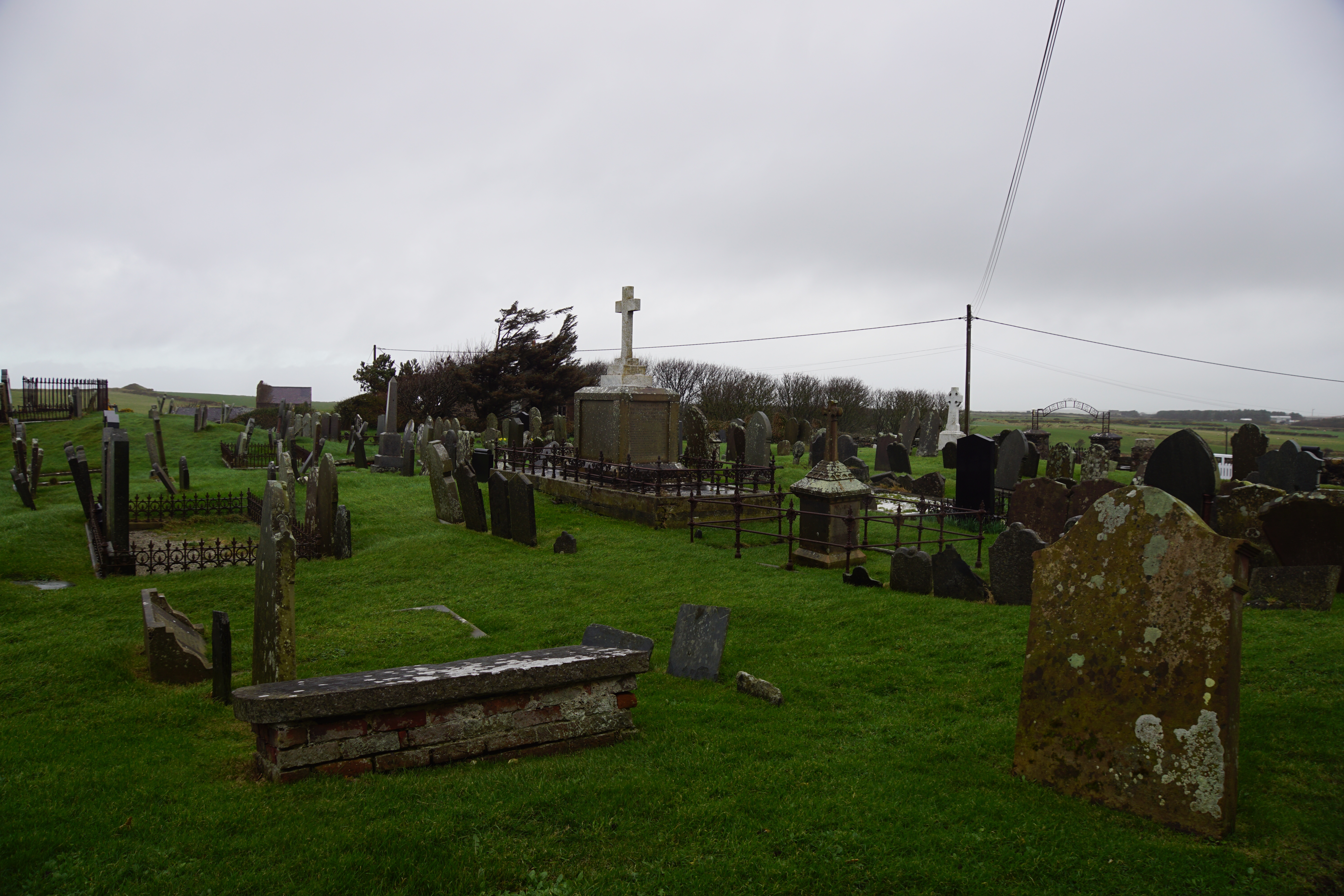
De begraafplaats met vermoedelijk Viking-graf. De kubus is het grafmonument van de familie Farrant.

Jurby Church, ook St Patrick Church en Kirk Patrick in Jurby, is een negentiende-eeuwse kerk, gelegen bij Jurby West in de parish Jurby op het eiland Man. 

## Geschiedenis
De oudste verwijzing naar een kerk op de locatie van Jurby Church stamt uit 1291, maar archeologische opgravingen duiden op eerdere religieuze aanwezigheid.
Jurby Church werd gebouwd door John Taggart in de periode 1812-1818 en verving een eerdere kerk die iets noordelijker stond. In 1939-1940 werd de kerk aangepast door W.T. Quale, waarbij onder meer de klokkentoren 1,2 meter kleiner werd en werd voorzien van een piramidevormig dak. Ook realiseerde hij het noordelijke toegangsportaal om de collectie middeleeuwse grafkruisen te herbergen.

## Beschrijving
Jurby Church ligt aan het westelijk uiteinde van de Ballavarran Road ten westen van het gehucht Jurby West. Jurby Church heeft een rechthoekige plattegrond en is west-oostelijk georiënteerd. Aan het westelijk uiteinde staat een klokkentoren met een externe trap aan de noordzijde. Aan de noordwestzijde is een toegangsportaal aangebouwd die de collectie middeleeuwse kruisen herbergt.
In de kerk bevindt zich een westelijke galerij waarop zich het orgel bevindt. Het meeste meubilair stamt uit een renovatie uit 1912 door D. Kelly & Son. Het octogonale doopvont stamt uit 1939 door Quale. In het toegangsportaal bevindt zich een ouder doopvont uit het Victoriaans tijdperk. Aan de noordelijke muur hangen vlaggen van de Royal Air Force. Drie glasinloodramen van Joseph Nuttgens: de doop van Sint Maughold door Sint Patrick (1933; het hoofd van Sint Patrick is een portret van de vader van de opdrachtgever), het oostraam met de kruisiging van Christus (1947) en een raam met koning Salomo en hogepriester Sadok (1955). Ook in de westelijke toegangsdeuren is glasinlood aanwezig, namelijk abstract glas in de vorm van een kruis door William Morris & Co van Westminster uit 1939. Verder zijn er een aantal glaspanelen met figuratieve schetsen van plaatsen en onderwerpen van het eiland, vermoedelijk door W.T. Quale. Het glasinlood in het toegangsportaal stamt uit 2002.
Ten noorden van de kerk ligt de begraafplaats en een moderne uitbreiding van de begraafplaats bevindt zich ten oosten van het kerkgebouw. Op het midden van de begraafplaats bevindt zich een lage heuvel van vijftien meter breed; dit is een Viking-graf, waarvan er langs de kust bij Jurby meerdere zijn te vinden. Het graf op de begraafplaats is niet archeologisch onderzocht. Op de heuvel en eromheen bevinden zich voornamelijk negentiende-eeuwse graven, waaronder het graf van de invloedrijke familie Farrant bestaande uit een grote stenen kubus met een kruis erop en een hek eromheen.
De toegang tot de begraafplaats en de kerk stamt uit 1757.

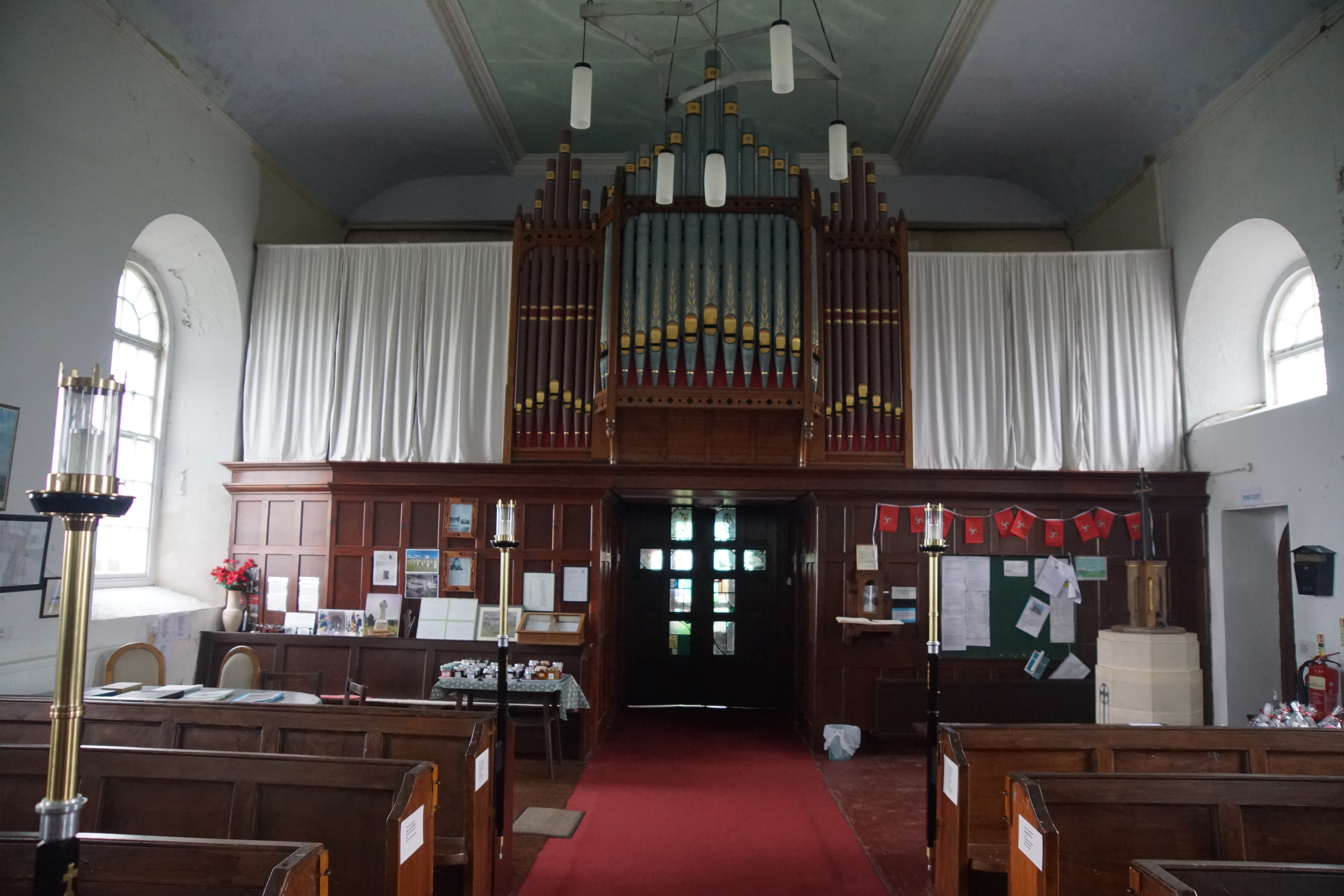
Interieur kijkende naar het westen.
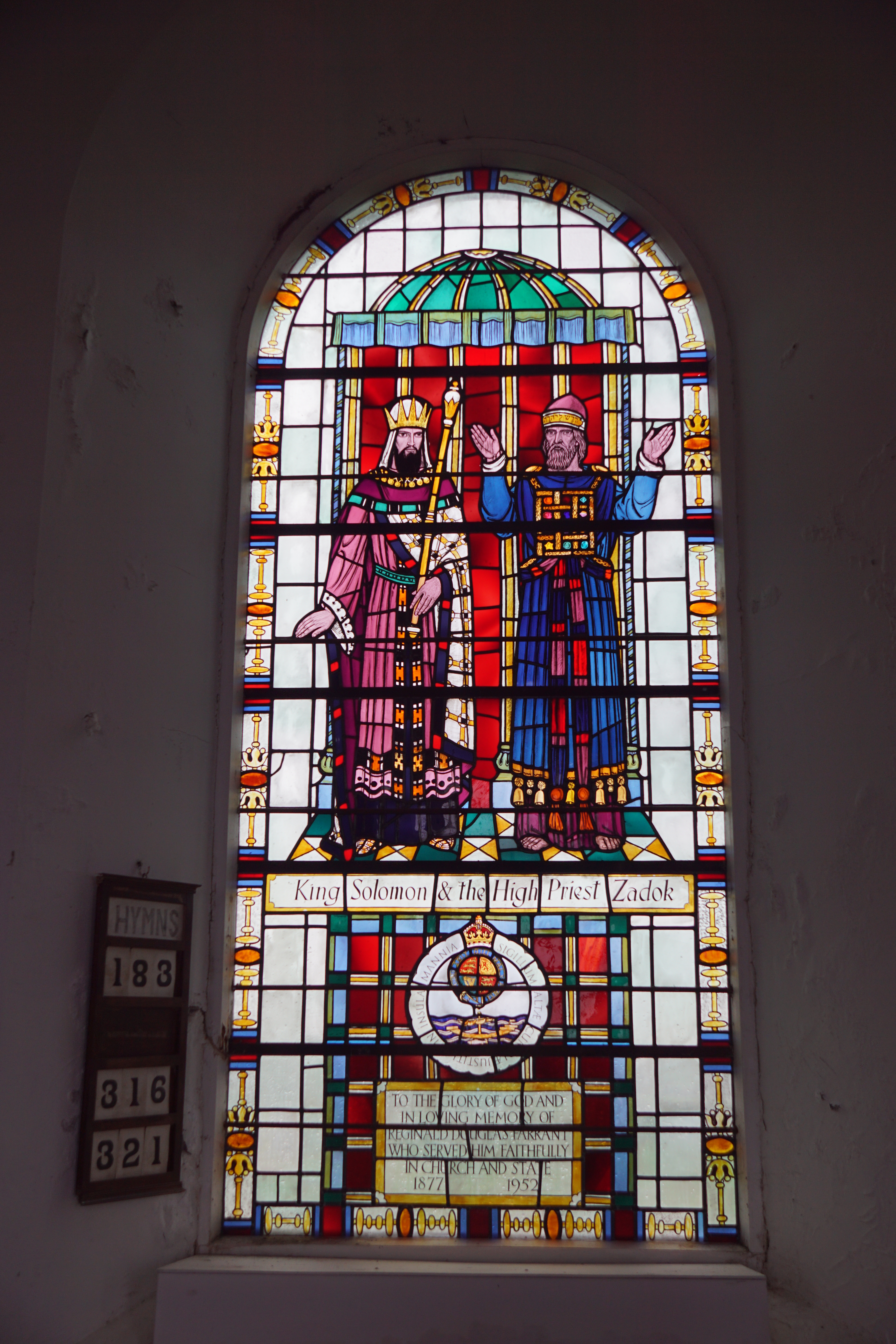
Koning Salomo en hogepriester Sadok door Joseph Nuttgens (1955).
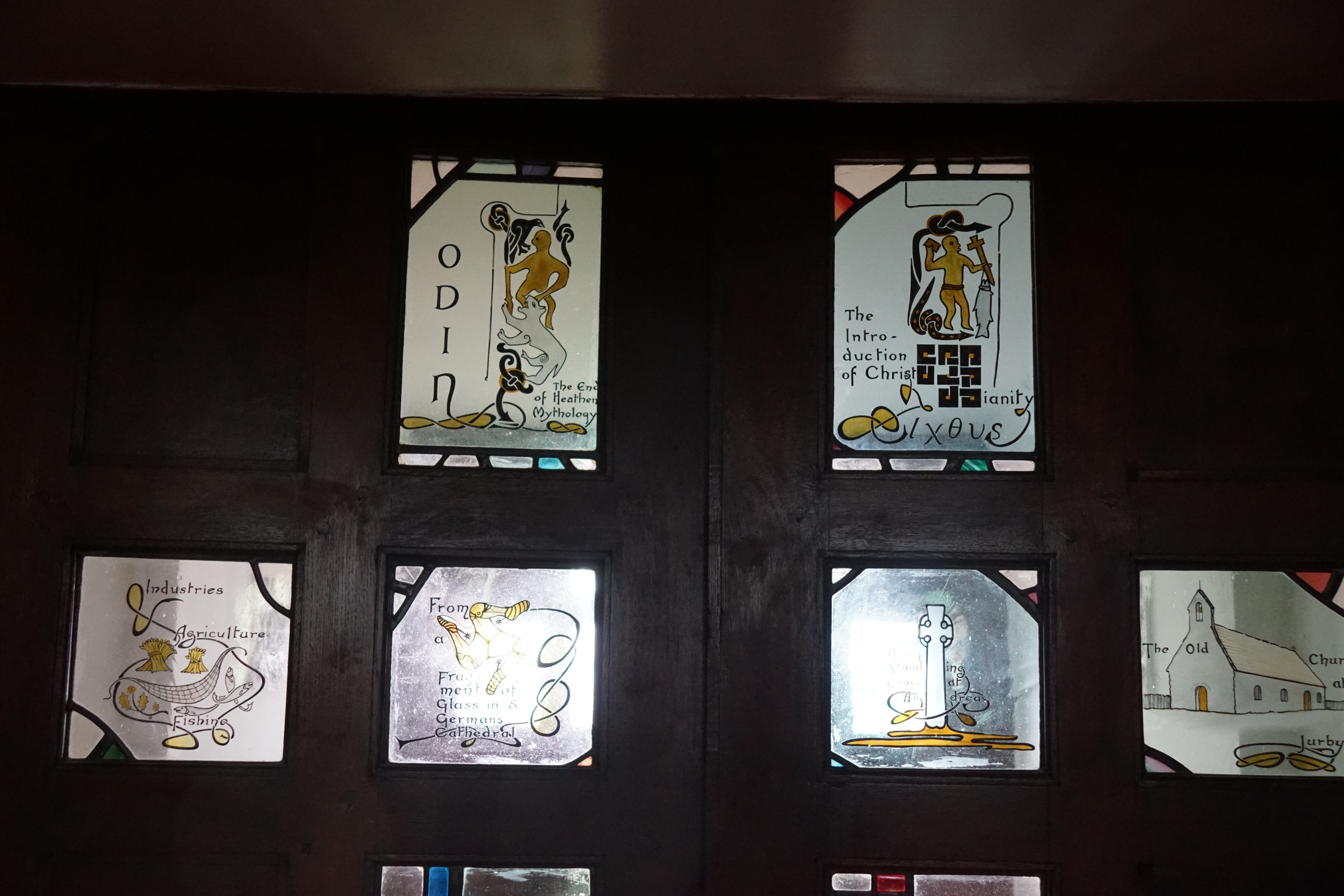
Glasinlood door W.T. Quale (1939).
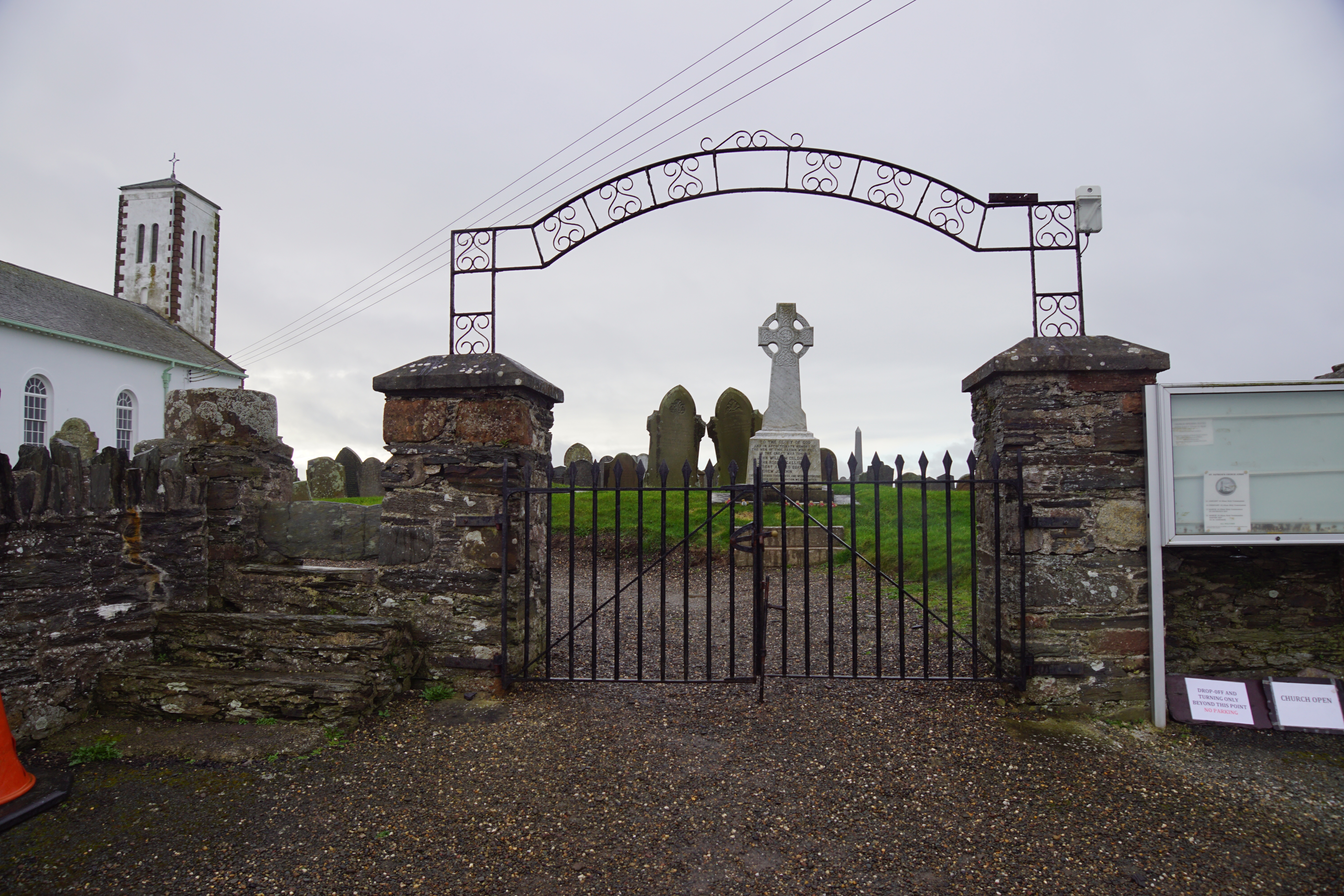
Toegangspoort uit 1757.

### Kruisen

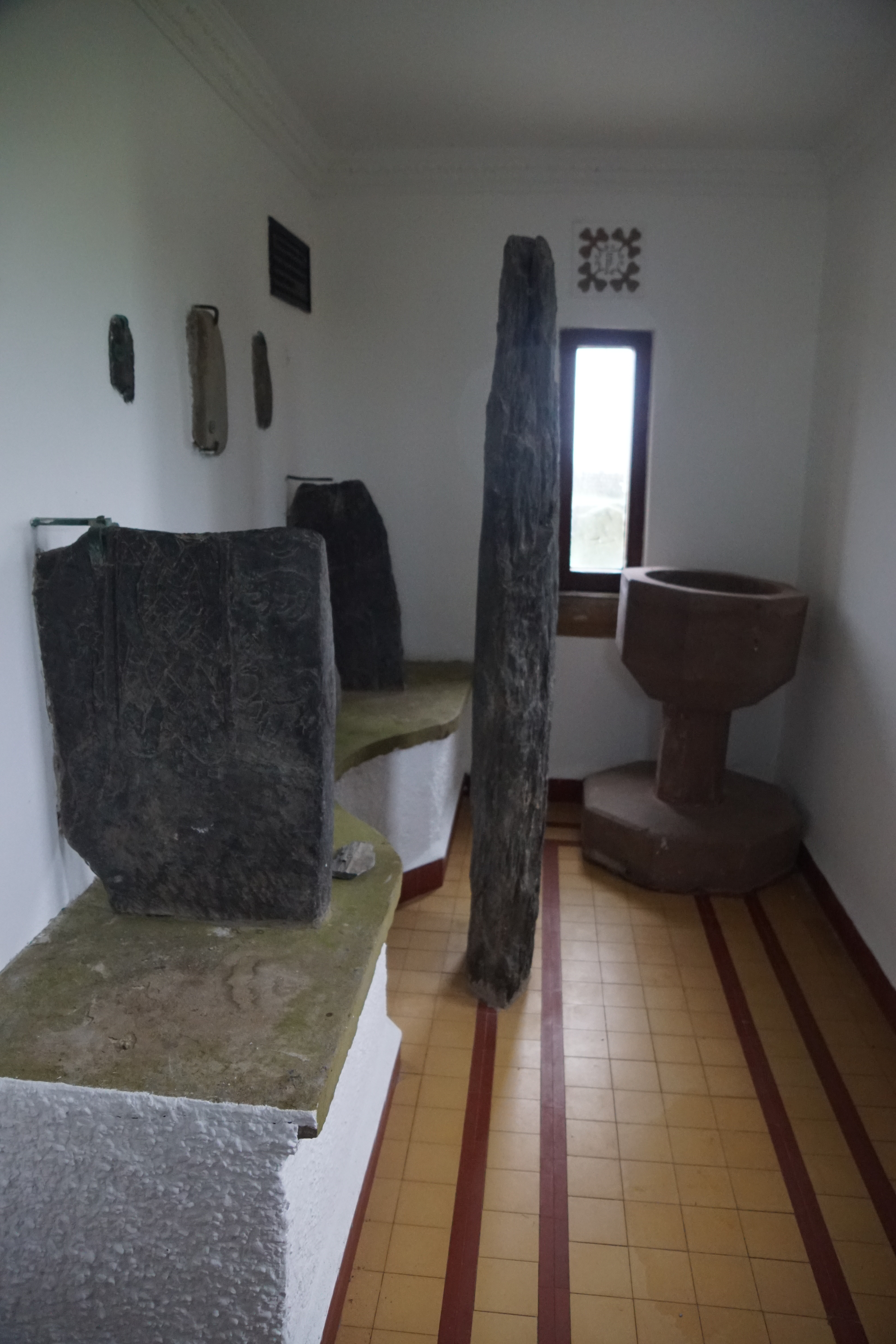
Collectie van middeleeuwse kruisen.

In het toegangsportaal aan de noordzijde van de kerk bevindt zich een verzameling van Viking-grafkruisen. Deze zijn gevonden in de parish Jurby, voornamelijk op de begraafplaats van Jurby Church. Anno 2024 worden er negen kruisen tentoongesteld. Volgens de nummering van de Manx National Heritage gaat het om de nummers 13, 16, 105, 119, 125, 127, 134, 143 en 179.

#### Sigurd Cross
Nummer 119 is ook bekend onder de naam Sigurd Cross. De steen werd in een keeill (een kapel) gevonden aan de oostzijde van de parish Jurby. De steen is zwaar beschadigd maar op beide zijden is een keltisch kruis met versieringen zichtbaar. Aan de ene kant zijn scènes uit de Volsung-cyclus te zien. Sigurd is afgebeeld met zwaard vechtende tegen de draak Fafnir (net als op de Malew 120). Eronder is een figuur met speer te zien met zijn linkerhand opgeheven naar zijn gezicht. Dit is vermoedelijk Sigurd die zijn vingers heeft gebrand terwijl hij het hart van Fafnir roostert boven een vuur (net als op Andreas 121). Doordat Sigurd het bloed van Fafnir proeft, kan hij de taal van de vogels verstaan. Onder deze scène is een vierbenig dier te zien die dan Sigurds paard Granni moet voorstellen waarop hij het goud van Fafnir wegvoert (net als op Maughold 122).

#### Odin Stone
Nummer 125 is ook bekend onder de naam Odin Stone. Het is het onderste deel van een kruis dat in de hoek van de begraafplaats werd gevonden. De steen dateert uit 950-1000. De ene kant toont in het midden de kruisschacht met rechts ervan een wild zwijn met eronder een hert en links van de schacht is vermoedelijk een vrouw afgebeeld met eronder een man in tuniek die een paal draagt op zijn schouder. Aan die paal lijkt een andere figuur te hangen, maar dit deel is zwaar geërodeerd. De dieren zouden slechts jachtscènes kunnen zijn, maar het kan zo zijn dat het hert Eikthymir voorstelt die op het dak van het Walhalla staat. De afbeeldingen aan de linkerzijde kunnen verwijzen naar een scène uit de Volsung-cyclus waarin koning Jörmunrek heeft vernomen dat zijn vrouw hem heeft bedrogen met zijn zoon Randver en hij zijn zoon als straf ophangt.

#### Heimdall Stone
Nummer 127 is ook bekend onder de naam Heimdall Stone. Op de steen zijn het bovenste deel van een kruis en een deel van de schacht afgebeeld. Linksboven de arm van het kruis is een vrouwfiguur afgebeeld met een lang kleed aan en haar haar in een lange vlecht. Het deel rechts is zwaar beschadigd, enkel een hand die een staf of speer vasthoudt is te zien. Op de andere zijde van de steen is ook een kruis afgebeeld met een mannenfiguur in een tuniek en een zwaard aan zijn gordel. Hij heeft een helm op en blaast op een hoorn die hij in zijn rechterhand houdt. Erboven is een beschadigde vliegende vogel te zien. De figuren zijn vermoedelijk Hyndla en Heimdall die in het verhaal van Ragnarök, het gevecht tussen goed en kwaad, in de Noorse mythologie een belangrijke rol spelen. Hyndla is een wijze vrouw die de slag voorspelt; de god Heimdall bewaakt Bifrost, de brug naar Asgaard, waar de goden verblijven. Wanneer de reuzen en monsters optrekken naar Asgaard, blaast hij op zijn hoorn om de goden te waarschuwen. Op de steen is een deel van de runen nog aanwezig die lezen als '... zijn zoon, en een ander opgevoed... naar Thorb...'.

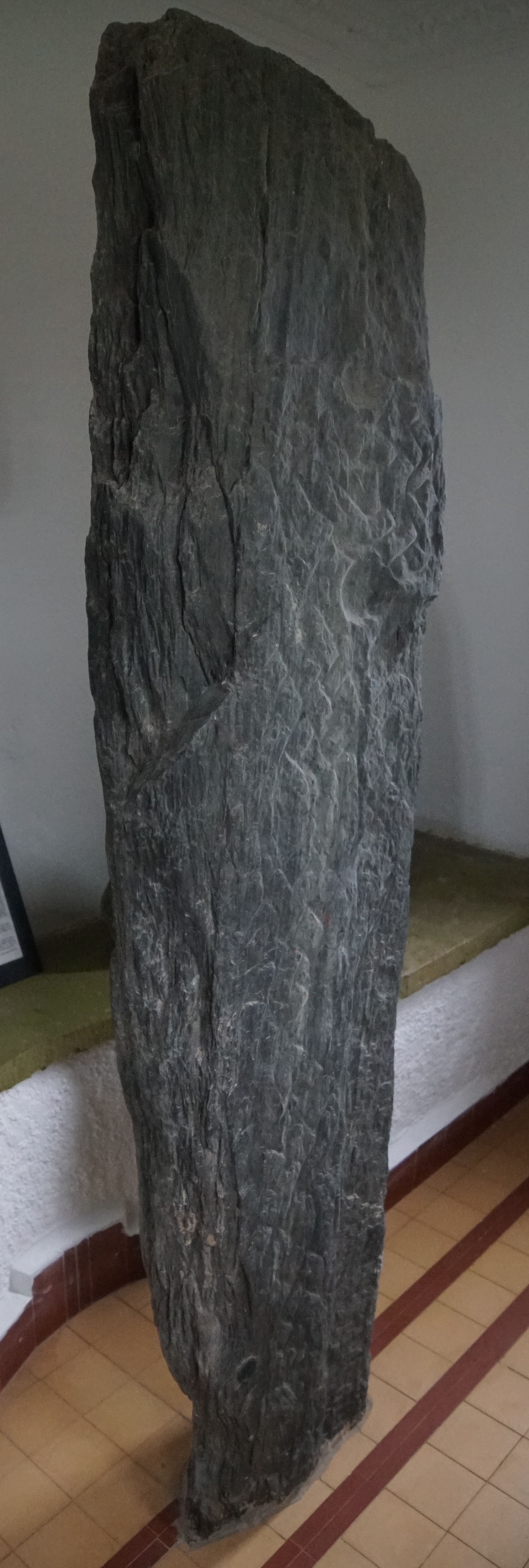
Sigurd Cross
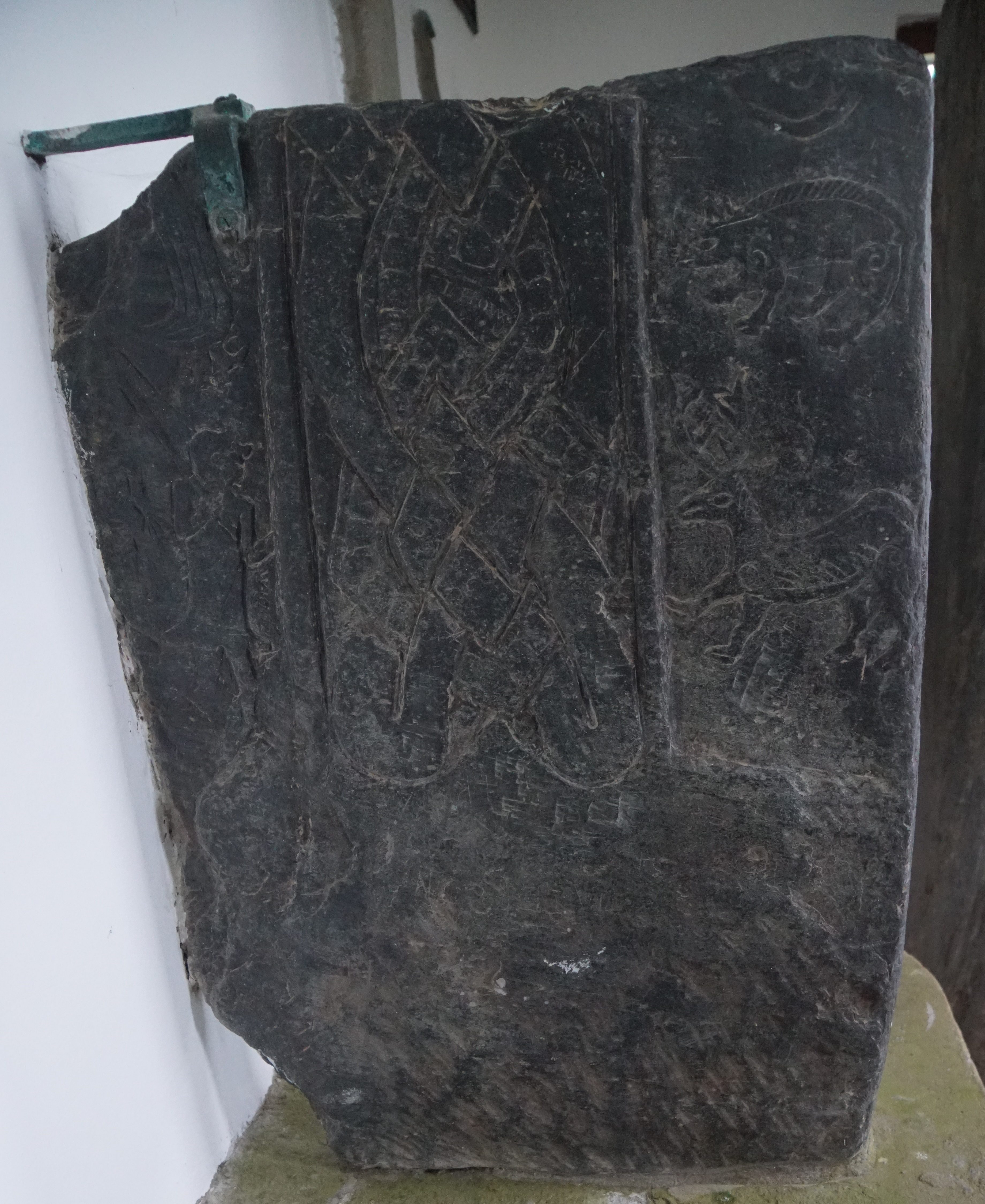
Odin Stone
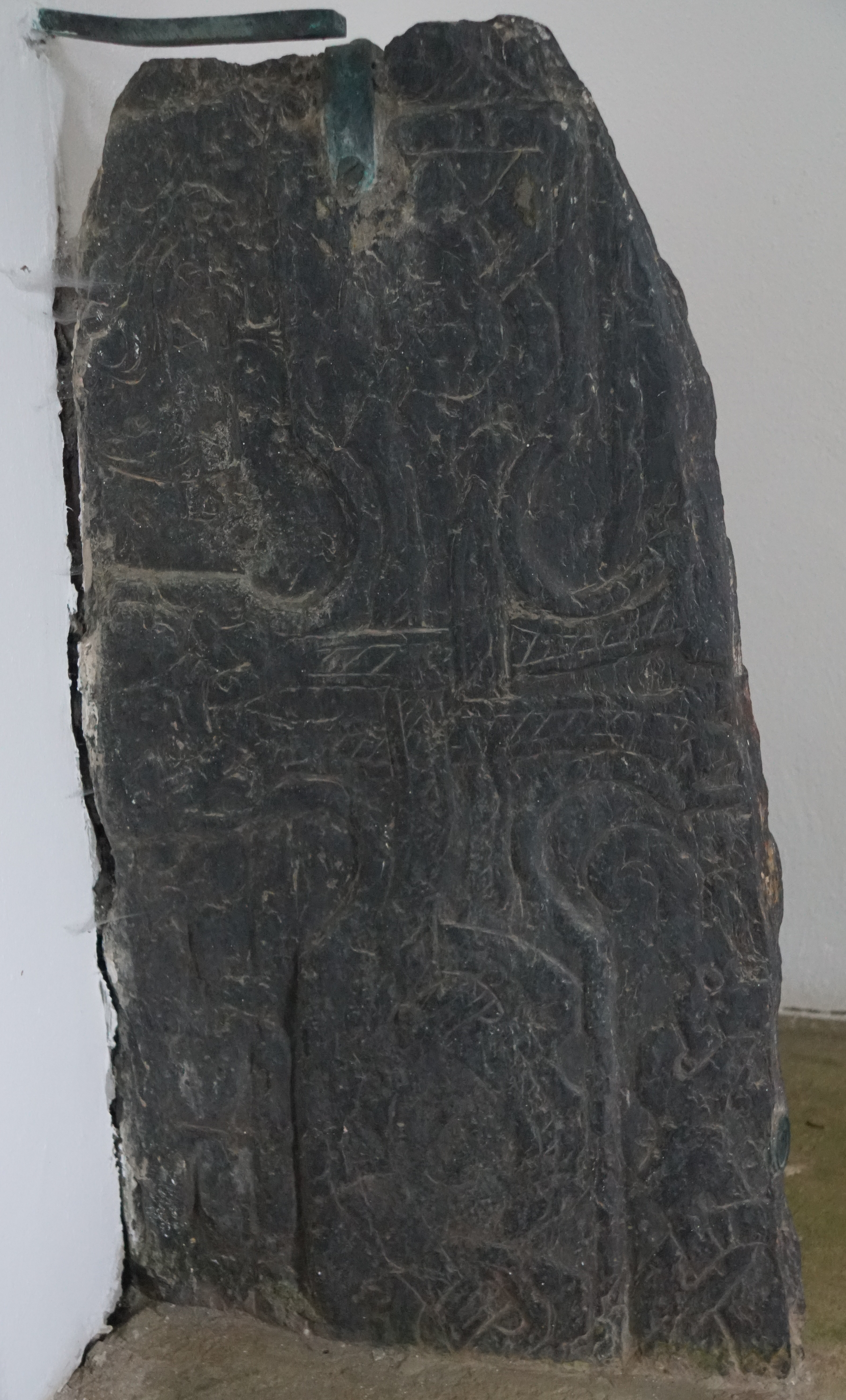
Heimdall Stone